# Hallivillers
Hallivillers (picardisch: Halévilé) ist eine nordfranzösische Gemeinde mit 141 Einwohnern (Stand 1. Januar 2022) im Département Somme in der Region Hauts-de-France. Die Gemeinde liegt im Arrondissement Montdidier, ist Teil der Communauté de communes Avre Luce Noye und gehört zum Kanton Ailly-sur-Noye.

## Geographie
Die Gemeinde liegt an der Grenze zum Département Oise an der Départementsstraße D109 rund 10,5 km nördlich von Breteuil und rund neun Kilometer südwestlich von Ailly-sur-Noye. Im Osten wird das Gemeindegebiet durch den Verlauf einer früheren Straße des Systems der Chaussée Brunehaut begrenzt.

## Einwohner
| 1962 | 1968 | 1975 | 1982 | 1990 | 1999 | 2006 | 2010 |
| ---- | ---- | ---- | ---- | ---- | ---- | ---- | ---- |
| 148  | 139  | 110  | 106  | 97   | 116  | 129  | 141  |

## Verwaltung
Bürgermeister (maire) ist seit 2008 Patrick Depret.

## Sehenswürdigkeiten
- Die Kirche Saint-Martin aus dem 16. Jahrhundert mit einer Sonnenuhr aus dem Jahr 1668.